# Panama az 1968. évi nyári olimpiai játékokon
Panama a mexikói Mexikóvárosban megrendezett 1968. évi nyári olimpiai játékok egyik részt vevő nemzete volt. Az országot az olimpián 3 sportágban 16 sportoló képviselte, akik érmet nem szereztek.

## Birkózás
Szabadfogású
| Versenyző        | Versenyszám | 1. forduló                        | 2. forduló                     | 3. forduló               | 4. forduló                | 5. forduló        | 6. forduló        | 7. forduló        | Döntő             | Helyezés    |
| Versenyző        | Versenyszám | Ellenfél Eredmény                 | Ellenfél Eredmény              | Ellenfél Eredmény        | Ellenfél Eredmény         | Ellenfél Eredmény | Ellenfél Eredmény | Ellenfél Eredmény | Ellenfél Eredmény | Helyezés    |
| ---------------- | ----------- | --------------------------------- | ------------------------------ | ------------------------ | ------------------------- | ----------------- | ----------------- | ----------------- | ----------------- | ----------- |
| Wanelge Castillo | 52 kg       | Gustavo Ramírez (GUA) · kétvállas | Erdős Márton (HUN) · 3-1       | Sudesh Kumar (IND) · 1-3 | Paul Neff (FRG) · 3.5-0.5 | kiesett           | kiesett           | kiesett           | kiesett           | helyezetlen |
| Severino Aguilar | 70 kg       | Ion Enache (ROU) · kétvállas      | Janusz Pająk (POL) · kétvállas | kiesett                  | kiesett                   | kiesett           | kiesett           |                   | kiesett           | helyezetlen |

## Kosárlabda
| Panamai férfi kosárlabdacsapat-játékoskeret                                                             | Panamai férfi kosárlabdacsapat-játékoskeret                                              |
| --- | ---------------------------------------------------------------------------------------- |
| - Ernesto Agard - Nicolas Alvarado - Percibal Blades - Francisco Checa - Eliécer Ellis - Calixto Malcon | - Julio Osorio - Davis Peralta - Ramón Reyes - Pedro Rivas - Luis Sinclair - Norris Webb |

### Eredmények
Csoportkör
A csoport
| Csapat                 | M | Gy | V | P+  | P–  | Pk   |
| ---------------------- | - | -- | - | --- | --- | ---- |
| Egyesült Államok (USA) | 7 | 7  | 0 | 599 | 392 | +207 |
| Jugoszlávia (YUG)      | 7 | 6  | 1 | 592 | 511 | +81  |
| Olaszország (ITA)      | 7 | 5  | 2 | 562 | 539 | +23  |
| Spanyolország (ESP)    | 7 | 4  | 3 | 557 | 548 | +9   |
| Puerto Rico (PUR)      | 7 | 3  | 4 | 493 | 468 | +25  |
| Panama (PAN)           | 7 | 2  | 5 | 572 | 624 | –52  |
| Fülöp-szigetek (PHI)   | 7 | 1  | 6 | 525 | 636 | –111 |
| Szenegál (SEN)         | 7 | 0  | 7 | 383 | 565 | –182 |

| 1968. október 13. | Jugoszlávia (YUG) | 96 – 85 | Panama (PAN) |  |
| 1968. október 13. | (51–45)           |         |              |  |

| 1968. október 14. | Olaszország (ITA) | 94 – 87 | Panama (PAN) |  |
| 1968. október 14. | (49–42)           |         |              |  |

| 1968. október 15. | Spanyolország (ESP) | 88 – 82 | Panama (PAN) |  |
| 1968. október 15. | (37–45)             |         |              |  |

| 1968. október 16. | Panama (PAN) | 95 – 92 | Fülöp-szigetek (PHI) |  |
| 1968. október 16. | (38–48)      |         |                      |  |

| 1968. október 18. | Egyesült Államok (USA) | 95 – 60 | Panama (PAN) |  |
| 1968. október 18. | (51–33)                |         |              |  |

| 1968. október 19. | Puerto Rico (PUR) | 80 – 69 | Panama (PAN) |  |
| 1968. október 19. | (42–36)           |         |              |  |

| 1968. október 20. | Panama (PAN) | 94 – 79 | Szenegál (SEN) |  |
| 1968. október 20. | (48–29)      |         |                |  |

A 9–12. helyért
| 1968. október 22. | Bulgária (BUL) | 83 – 79 | Panama (PAN) |  |
| 1968. október 22. | (42–35)        |         |              |  |

A 11. helyért
| 1968. október 23. | Kuba (CUB) | 91 – 88 | Panama (PAN) |  |
| 1968. október 23. | (47–43)    |         |              |  |

| Csapat       | Helyezés |
| ------------ | -------- |
| Panama (PAN) | 12.      |

## Súlyemelés
| Versenyző      | Versenyszám | Nyomás                   | Nyomás                   | Szakítás | Szakítás | Lökés    | Lökés    | Összesen | Helyezés |
| Versenyző      | Versenyszám | Eredmény                 | Helyezés                 | Eredmény | Helyezés | Eredmény | Helyezés | Összesen | Helyezés |
| -------------- | ----------- | ------------------------ | ------------------------ | -------- | -------- | -------- | -------- | -------- | -------- |
| Guillermo Boyd | 56 kg       | érvényes kísérlet nélkül | érvényes kísérlet nélkül | kiesett  | kiesett  | kiesett  | kiesett  | kiesett  | kiesett  |
| Ildefonso Lee  | 60 kg       | 107,5                    | 14.                      | 107,5    | 7.       | 135,0    | 10.      | 350,0    | 12.      |